# یولیا کاریمووا
یولیا کاریمووا (روسی: Юлия Закировна Каримова؛ زادهٔ ۲۲ آوریل ۱۹۹۴) تیرانداز اهل روسیه است.
وی در مسابقات کشوری و بین‌المللی در مجموع برندهٔ ۷ مدال طلا، ۳ مدال برنز شده‌است.